# Église de l'Annonciation d'Achrafieh

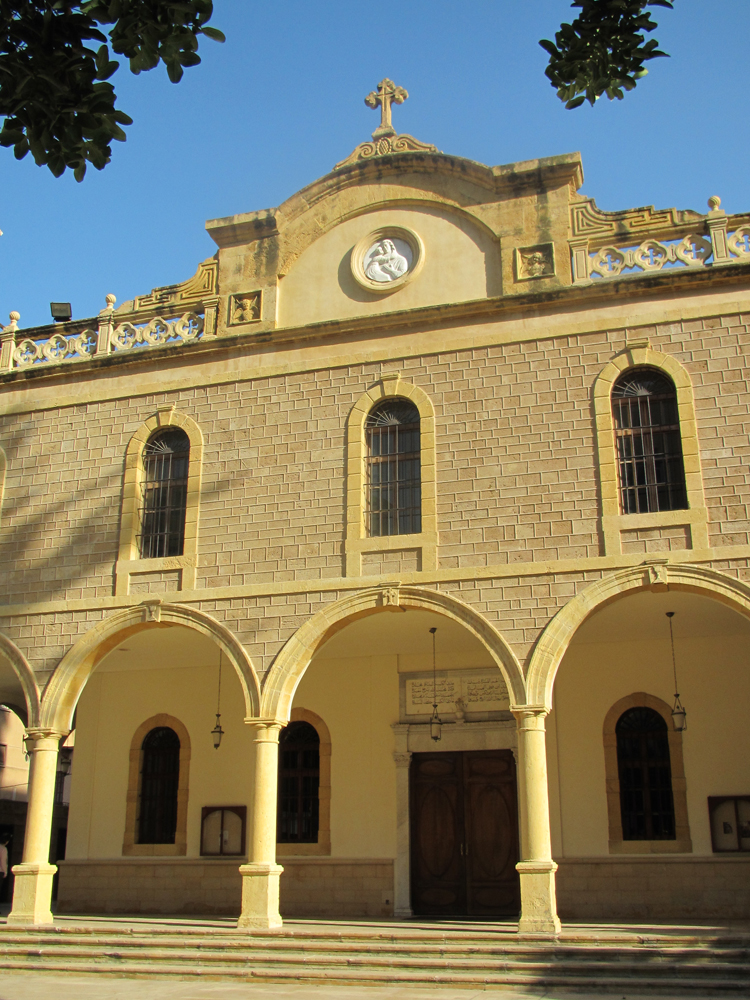
Façade de l'église.

L'église Notre-Dame-de-l'Annonciation est une église paroissiale du quartier d'Achrafieh à  Beyrouth, capitale du Liban. De rite grec-orthodoxe, elle dépend de l'archidiocèse grec-orthodoxe de Beyrouth du Patriarcat orthodoxe d'Antioche. Elle est consacrée à l'Annonciation.

## Contexte
La paroisse date du début du XIXe siècle avec une première église construite dans le vieux centre-ville de Beyrouth, près du hammam turc. Un siècle plus tard, l'église est démolie pour laisser place à la route de Maarad.

## Historique et description
La famille Fernainé offre le terrain pour faire bâtir l'église actuelle qui est consacrée en 1927. La façade est ornée d'un portique où donne le grand portail. Le grand portique avec le portail d'entrée en fer orné est surmonté d’un parapet en pierre flanqué à l’ouest de deux coupoles en forme de rosaces contenant quatre cloches. L’une de ces cloches, qui pèse 160 kg et date de 1826, provient de l’ancienne église : elle a été apportée de Russie et porte l’inscription suivante en russe : « coulée en Russie dans l’atelier de Dimitri Senghine ».
À l'intérieur, l'iconostase est en marbre blanc délicatement orné de coquillages. La chaire de l'évêque, à droite de l'iconostase, est surmontée d'une icône du Christ couronné et se dresse sur deux lions en marbre de Carrare. L'église contient des icônes russes de toute beauté du XIXe siècle, des icônes peintes par l'artiste libanais Habib Srour et une icône rare peinte sur tissu du XVIIe siècle. La paramentique finement brodée date du milieu du XIXe siècle. On remarque aussi des fonts baptismaux délicatement sculptés.
L'intérieur de l'église est légèrement endommagé par le souffle des explosions d'août 2020.

## Aspects religieux
L'église observe le rite grec-orthodoxe.